# Robert Honnert
 (août 2021).
Si vous disposez d'ouvrages ou d'articles de référence ou si vous connaissez des sites web de qualité traitant du thème abordé ici, merci de compléter l'article en donnant les références utiles à sa vérifiabilité et en les liant à la section « Notes et références ».

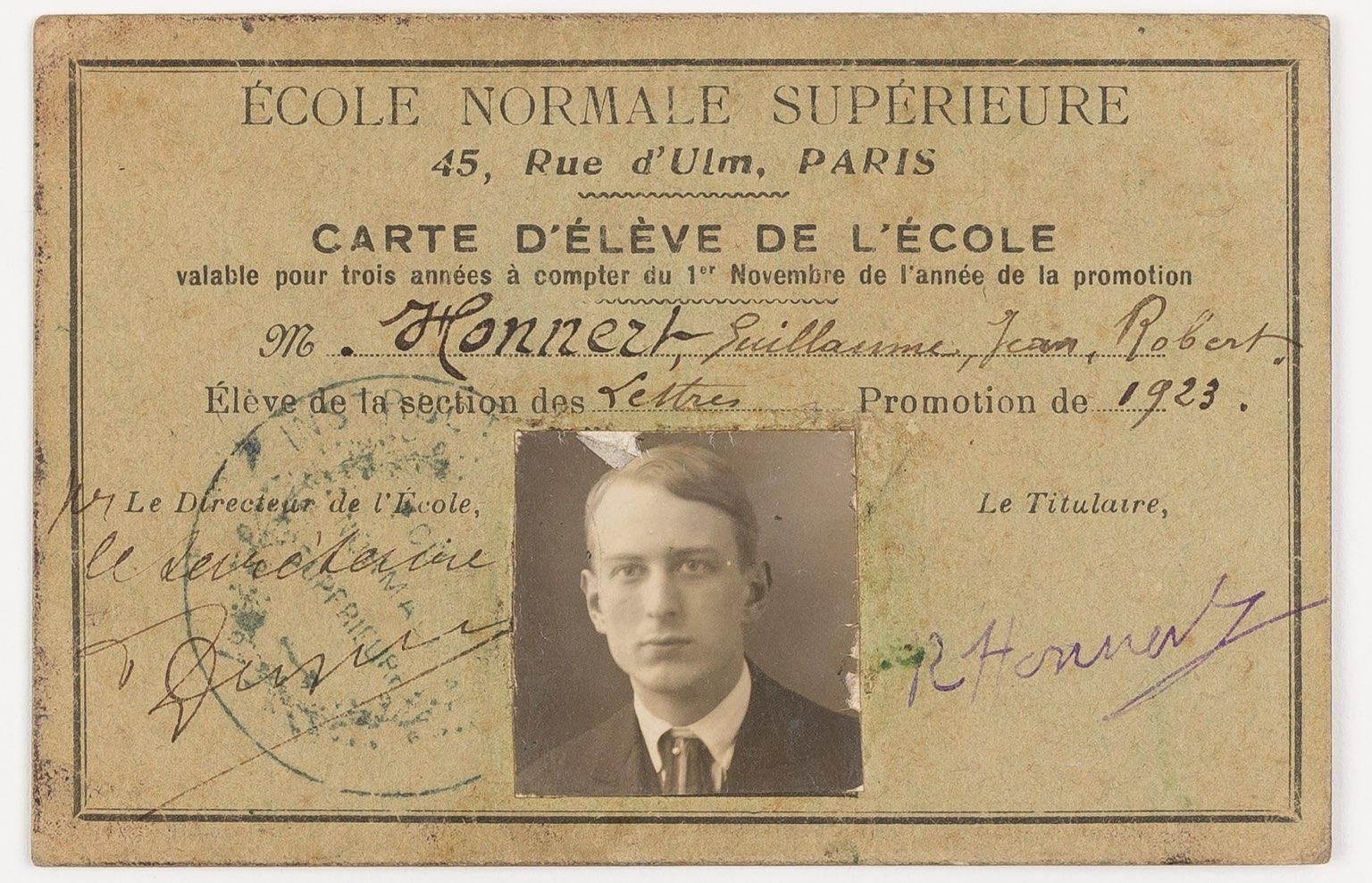
Portrait de Robert Honnert

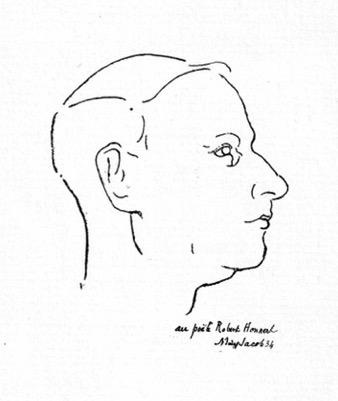
Portrait de Robert Honnert

Guillaume Jean Robert Honnert, né le 15 mai 1901 à Malzéville (Meurthe et Moselle) et mort le 19 mai 1939 à Clichy-la-Garenne près de Paris, est un écrivain et poète français. 

## Biographie
Le 6 décembre 1932, Honnert épouse Jeanne Costantin (1898-1980) et leurs témoins sont le comte Jean de Pange (1881-1957), homme de lettres, auteur d'un Journal en 4 volumes, et Philippe Van Tieghem, l'auteur du Dictionnaire des littératures publié aux PUF en 1968, et cousin germain de Jeanne.
Robert Honnert décède à l'âge de 38 ans le 19 mai 1939 à l'hôpital Beaujon de Clichy-la-Garenne (Hauts de Seine). Il est inhumé dans la 56e division du cimetière du Père-Lachaise, à quelques tombes de celle d'un autre météore, Raymond Radiguet.

## Œuvres
En 1926, il publie un essai Corps et Âme (NRF) et en 1930, un recueil de poésies Les Désirs (NRF), ainsi que La Vie du maréchal de Richelieu en collaboration avec Marcel Augagneur (1904-1951). Les Désirs ont beaucoup de succès et la critique prédit à Honnert un bel avenir de poète. Certains poèmes seront même mis en musique par Louis Beydts, un compositeur de l'époque.
En avril 1940, Le Divan publie 4 poèmes inédits en hommage au poète disparu l'année précédente.